# Purceddhruzzi
I purceḍḍuzzi (purciḍḍuzzi in alcune parti del Salento, a Gallipoli pustradduzzi o purciadduzzi, pizzi cunfitti,  cunfritti in alcune parti del brindisino, purcǝddùzzǝ a Villa Castelli, o nella zona del barese prcerr a Bitetto), sono tipici dolci natalizi diffusi nel Salento, in Puglia e in tutta la Basilicata. Hanno forma di gnocchetti passati sul rovescio di una grattugia.

## Descrizione
Il nome deriva dal fatto che la loro forma ricorda piccoli porcellini.
A Lecce si realizzano utilizzando farina, lievito di birra, vino bianco, acqua e sale, a Gallipoli e dintorni non si utilizza il lievito. Per impastare non si usano uova, bensì succo di arancia, mandarino, limone, cannella, chiodi di garofano e liquore di anice. Sono conditi con miele, anesini e cannella. Nel barese si usa friggerli in olio evo e poi passarli nel cotto di fichi caldo per qualche minuto.